# 人蛇 (妖怪)
人蛇，是中国传说的异蛇，记载于清陈元龙《格致镜原》卷九引《蛇谱》，长约7尺，颜色像墨水，蛇头蛇尾蛇身，尾巴长好几尺。但是有人的手和脚，也各长三尺。能像人一样直立行走，出去就会一起相聚，遇到人就会笑，但笑完就会把人吃了。所以听到笑声就要赶快逃跑。之所以称为人蛇,因为它有人的特点“笑”，虽然它的本性为蛇。因为行动缓慢,所以在听到它笑的时候迅速奔走,就可以脱险。

## 参看
中国妖怪列表